# 1989-es jégkorong-világbajnokság
Az 1989-es jégkorong-világbajnokság az 53. világbajnokság volt, amelyet a Nemzetközi Jégkorongszövetség szervezett. A vb-ken a csapatok négy szinten vettek részt. A világbajnokságok végeredményei alapján alakult ki az 1990-es jégkorong-világbajnokság csoportjainak mezőnye.

## A csoport
1–8. helyezettek
- Szovjetunió – Világbajnok
- Kanada
- Csehszlovákia
- Svédország
- Finnország
- Egyesült Államok
- NSZK
- Lengyelország – Kiesett a B csoportba

## B csoport
9–16. helyezettek
- Norvégia – Feljutott az A csoportba
- Olaszország
- Franciaország
- Svájc
- NDK
- Ausztria
- Japán
- Dánia – Kiesett a C csoportba

## C csoport
17–24. helyezettek
- Hollandia – Feljutott a B csoportba
- Jugoszlávia
- Kína
- Magyarország
- Bulgária
- Észak-Korea
- Dél-Korea
- Ausztrália – Kiesett a D csoportba

## D csoport
25–29. helyezettek
- Belgium – Feljutott a C csoportba
- Románia
- Nagy-Britannia
- Spanyolország
- Új-Zéland